# Thao with the Get Down Stay Down
Thao with the Get Down Stay Down (ibland Thao & The Get Down Stay Down) är ett San Francisco-baserat alternativt folkrockband. Dess medlemmar är Thao Nguyen (sång, gitarr) och Adam Thompson (basgitarr, gitarr). Tidigare medlemmar är  Frank Stewart (leadgitarr, produktion),  Willis Thompson (trummor) och Lisa Schonberg (trummor).

## Diskografi
Studioalbum
- 2005 – Like the Linen (Thao Nguyen solo)
- 2008 – We Brave Bee Stings and All
- 2009 – Know Better Learn Faster
- 2013 – We the Common
- 2016 – A Man Alive

EP
- 2006 – Day Trotter Sessions
- 2013 – The Feeling Kind

Singlar
- 2008 – "Bag of Hammers"
- 2008 – "You've Really Got a Hold on Me"
- 2009 – "The Thermals" / "Thao With The Get Down Stay Down" (delad singel)
- 2009 – "Know Better Learn Faster"
- 2009 – "We the Covers"
- 2012 – "Holy Roller" (promo)
- 2014 – "Kindness Be Conceived" / "The Evening"